# 414283 Lecureuil
414283 Lecureuil este o planetă minoră (asteroid) din centura de asteroizi. A fost descoperită pe 30 iunie 2008 la Vicques⁠(d) de Michel Ory⁠(d). 
Obiectul prezintă o orbită caracterizată de o semiaxă mare de 3,0961187391592 UAi, o excentricitate de 0,34911426431954, o înclinație de 12,067089230166 ° în raport cu ecliptica.